# Avenida General Bustamante
La avenida General Bustamante, llamada por lo general simplemente Bustamante, es, junto a las de Providencia e Irarrázaval, una de las más importantes arterias viales del sector Centro-Oriente de la ciudad de Santiago de Chile. 
Esta avenida, que se extiende por las comunas de Providencia y Ñuñoa, se llamaba antiguamente de las Quintas, pero fue rebautizada en honor del general y diputado José Antonio Bustamante (1778-1850).
Cuatro estaciones de la línea 5 del metro de Santiago sirven la avenida: Baquedano (bajo la plaza del mismo nombre, en el límite de las comunas de Providencia y Santiago Centro); Parque Bustamante (bajo el parque homónimo, en Providencia); Santa Isabel (también en Providencia); e Irarrázabal (ya en la comuna de Ñuñoa).
Bustamante nace en la avenida Providencia y muere al sur de Matta, en la calle Santa Emma.

## Descripción
En la avenida Providencia con Bustamante, frente a la plaza Baquedano, se ubican dos edificios icónicos de la ciudad: la Torre Telefónica, con 34 pisos y 143 metros de altura, inaugurada entre 1996 y 1999, que durante años fue el edificio más alto de Santiago, y los Edificios Turri, conjunto residencial inaugurado en 1929.
La numeración comienza a partir de Providencia y va aumentando hacia el sur, pero el tránsito a lo largo del parque Bustamante es de sur a norte, mientras que Ramón Carnicer —bautizada en honor de Ramón Carnicer i Batlle, autor del himno nacional y que corre al costado poniente del parque—, lo tiene de norte a sur. 
La primera calle hacia el sur es Juana de Lestonac, que corre de poniente a oriente (O-E), casi frente a la biblioteca Café Literario Parque Bustamante; luego viene la calle de las Claras, que a los pocos metros se divide en dos brazos, el de la izquierda (norte) continúa con el mismo nombre y el de la derecha toma el nombre de María Luisa Santander (el tráfico en ambas corres de oriente a poniente). La sigue Pedro Bannen (O-E) y después viene Rancagua, que cruza el parque (O-E).
Entre 1917 y 1928 circuló por la avenida una línea de tranvías a tracción animal —también llamados «carros de sangre»— denominada Ferrocarril Santiago Oriente, que posteriormente continuaba por la avenida Francisco Bilbao hasta la calle Antonio Varas.
En el tramo del parque Bustamante que se extiende desde esta calle hasta Bilbao, que también lo cruza, está el patinódromo (skatepark). Luego viene el último tramo del parque con su anfiteatro y con el acceso al metro Parque Bustamante; el Hospital del Trabajador está ahí mismo, en Ramón Carnicer (n.º 185) con Bilbao. 
Jofré es la calle siguiente, que corre a ambos lados del parque pero cortada por este; desde Bustamante sube (O-E), mientras que desde Ramón Carnicer baja (E-O). En el número 180, en la esquina con Jofré, se encuentra la Iglesia de Nuestra Señora de Pompeya (llamada también italiana, latinoamericana o de los migrantes), a cargo de la Congregación de Misioneros de San Carlos Borromeo o simplemente misioneros de San Carlos, más conocidos como scalabrinianos, por haber sido fundada por el beato Juan Bautista Scalabrini, Aquí tienen su sede el patronato de la Asociación Cristiana de Trabajadores Italianos, la Fundación Scalabrini, la hermandad santiaguina del Señor de los Milagros y otras cofradías; en realidad, la parroquia es todo un complejo en donde funciona también el jardín infantil Pompeya y el grupo scout del mismo nombre.

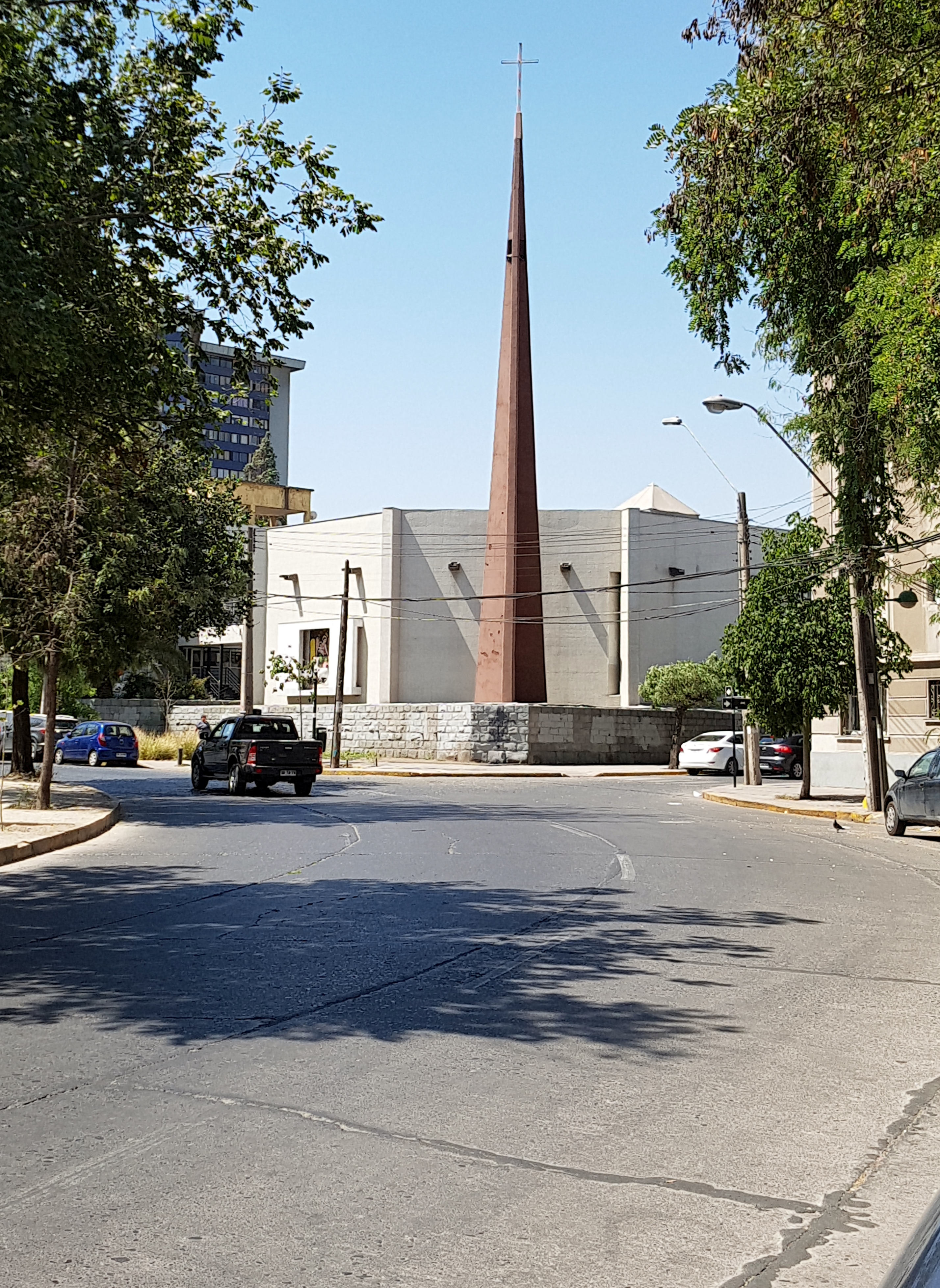
Nuestra Señora de Pompeya.

Poco metros después de Jofré el parque propiamente tal termina y la vía continúa, ya bidireccional, como General Bustamante, dividida por un bandejón central concebido como una extensión del parque, por lo que se le suele llamar con el mismo nombre.  
La primera calle en este sector es Manuel Antonio Prieto (E-O) y, al otro lado del bandejón, Joaquín Díaz Garcés (O-E). Después viene Marín (E-O, en honor Gaspar Marín, miembro de la Primera Junta Nacional de Gobierno), que cruza Bustamante; aquí, en el bandejón central está el monolito en memoria del cardenal húngaro József Mindszenty, quien se distinguió por su lucha contra el régimen comunista en su país. La roca tiene, arriba a la derecha, un medallón de bronce con el retrato de Mindszenty, obra de M. Pietsch. Fue inaugurado el 6 de mayo de 1978, en el tercer aniversario de la muerte en Viena del cardenal, y, originalmente, se podía apreciar la textura del granito, pero después, para combatir los rayados, desgraciadamente se cubrió la piedra con una capa de pintura blanca.
En el costado poniente está después Víctor Hendrych, calle nombrada en memoria del bombero de ese nombre que pereció en un acto de servicio el 20 de noviembre de 1933 (a su altura, en el bandejón central, hay aparatos de gimnasia para los paseantes y vecinos del sector) y, siguiendo hacia el sur por el lado oriente, Santa Victoria. 

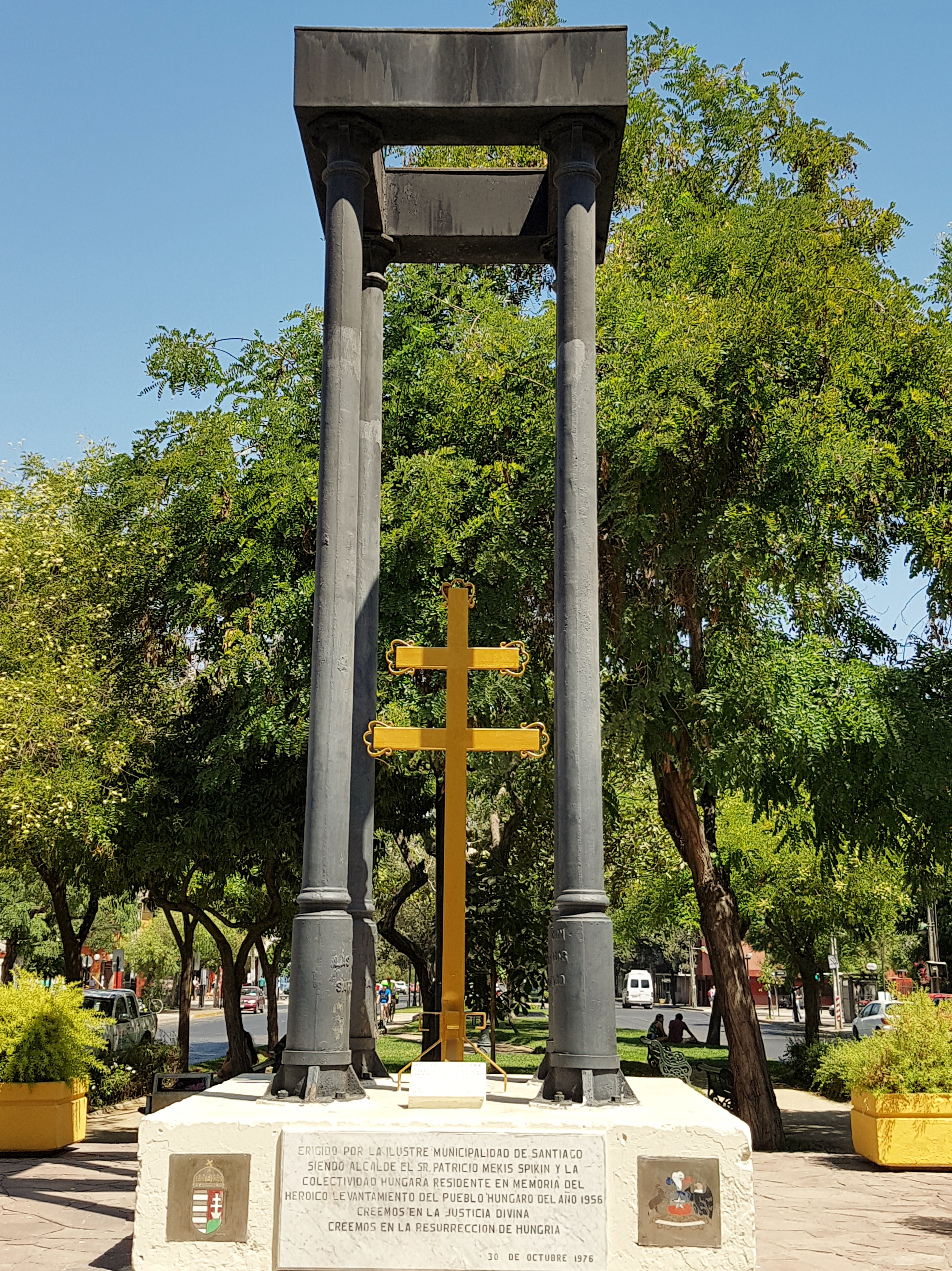
Monumento a la revolución húngara.

Prácticamente al frente de esta calle, en el bandejón central de Bustamante se alza el memorial a la revolución húngara de 1956. El monumento fue levantado por la Municipalidad de Santiago (este sector de Bustamante pertenecía entonces a la comuna de Santiago Centro; pasó a formar parte de Providencia en los años 1980) y la colectividad húngara residente en Chile (algunos de cuyos integrantes eran exiliados del régimen comunista; en el país hay unos 40.000 chilenos de ascendencia húngara) en 1976, cuando se cumplían 20 años del levantamiento de Budapest. Inauguró el monumento el alcalde de la época, Patricio Mekis, en el marco de la Semana de la Hungaridad. Aquí la comunidad húngara suele realizar sus actos conmemorativos y este sector del bandejón es conocido como parque San Esteban (en honor al canonizado Esteban I de Hungría, rey del siglo XI).
En este tramo, en el número 443, casi frente al memorial, en el lado poniente, está el Liceo Arturo Alessandri Palma y, muy cerca de este, en la paralela Vicuña Mackenna, el convento de las Agustinas.
La avenida Santa Isabel cruza Bustamante y en la intersección de ambas se encuentra el metro Santa Isabel, en cuyo sector (principalmente al oriente de Bustamante) se extiende el barrio Italia. Luego, por el costado poniente, están las calles Alarife Gamboa (E-O; Pedro de Gamboa diseñó en el siglo XVI la plaza Mayor), Passy (O-E) y Almirante Riveros (E-O). En esta última, en el n.º 069, se ha instalado, a partir de 2018, la Fundación Víctor Jara y en la esquina con Vicuña Mackenna (entrada por esta) se ubica el teatro Azares. Unos metros más hacia el sur, por el lado oriente de Bustamante, continúa Almirante Riveros (por el contraalmirante Galvarino Riveros Cárdenas, jefe de la Armada en la guerra del Pacífico), pero en dirección contraria (O-E). La última calle de este tramo es Almirante Grau (por el almirante peruano Miguel Grau Seminario), por el costado poniente (O-E).
Malaquías Concha (O-E) cruza Bustamante y marca el límite entre las comunas de Providencia y Ñuñoa; en el tramo entre la primera y Mujica (E-O), por el lado poniente, está la pequeña calle sin salida Juan Godoy; y en el siguiente, entre Mujica e Irarrázabal, la corta calle García Valenzuela (E-O), que llega hasta la paralela Vicuña Mackenna.
Después de la bidireccional Irarrázaval, General Bustamante continúa por el lado poniente con el mismo nombre en dirección sur, y por el costado oriente, separadas por un bandejón central o parque, se convierte a los pocos metros en San Eugenio (S-N). Luego de Irarrázaval viene Pedro de Oña, calle que al otro lado del parque pasa a llamarse Nueva Seminario; la sigue Matta Oriente, que, como su nombre lo indica, sale en esa dirección, y finalmente se llega a avenida Matta, poco metros después de la cual Bustamante muere en el n.º 1127, al llegar a Santa Emma.